# Eriomastyx
Eriomastyx är ett släkte av fjärilar. Eriomastyx ingår i familjen björnspinnare.
Kladogram enligt Catalogue of Life:
| Eriomastyx | \| \| Eriomastyx lacteata \| \| \| \| \| \| Eriomastyx latus \| \| \| \| |
|            | \| \| Eriomastyx lacteata \| \| \| \| \| \| Eriomastyx latus \| \| \| \| |
|            | Eriomastyx lacteata                                                      |
|            |                                                                          |
|            | Eriomastyx latus                                                         |
|            |                                                                          |